# Stepankî, raionul Cerkasî, regiunea Cerkasî
Stepankî (în ucraineană Степанки) este localitatea de reședință a comunei Stepankî din raionul Cerkasî, regiunea Cerkasî, Ucraina.

## Demografie
Componența lingvistică a localității Stepankî
     Ucraineană (97,72%)
     Rusă (2,05%)
     Alte limbi (0,08%)
Conform recensământului din 2001, majoritatea populației localității Stepankî era vorbitoare de ucraineană (97,72%), existând în minoritate și vorbitori de rusă (2,05%).